# Намибе
Намибе (на португалски: Namibe) е провинция в югозападна Ангола с излаз на Атлантическия океан. Столицата ѝ носи същото име град Намибе с население 100 000 души. Името и на провинцията, и на столицата и идват от пустинята Намиб, която заема част от територията на провинцията. В Намибе е разположен най-големият анголски национален парк на име Йона. Площта на провинцията е 58 137 квадратни километра, а населението е 335 892 жители (по изчисления за юли 2018 г.).